# Srce (karta)
Srce je ena izmed barv pri igralnih kartah.